# Кінсмен (Огайо)
Кінсмен (англ. Kinsman) — переписна місцевість (CDP) в США, в окрузі Трамбалл штату Огайо. Населення — 616 осіб (2010).

## Географія
Кінсмен розташований за координатами 41°27′10″ пн. ш. 80°35′2″ зх. д. / 41.45278° пн. ш. 80.58389° зх. д. (41.452727, -80.584006).  За даними Бюро перепису населення США в 2010 році переписна місцевість мала площу 5,68 км², з яких 5,66 км² — суходіл та 0,02 км² — водойми.

## Демографія
Згідно з переписом 2010 року, у переписній місцевості мешкало 616 осіб у 252 домогосподарствах у складі 162 родин. Густота населення становила 108 осіб/км².  Було 303 помешкання (53/км²).
Расовий склад населення:
| - 99,2 % — білих - 0,3 % — корінних американців - 0,2 % — чорних або афроамериканців |

До двох чи більше рас належало 0,3 %. Частка іспаномовних становила 0,3 % від усіх жителів.
За віковим діапазоном населення розподілялося таким чином: 23,5 % — особи молодші 18 років, 57,2 % — особи у віці 18—64 років, 19,3 % — особи у віці 65 років та старші. Медіана віку мешканця становила 42,1 року. На 100 осіб жіночої статі у переписній місцевості припадало 93,7 чоловіків;  на 100 жінок у віці від 18 років та старших — 90,7 чоловіків також старших 18 років.
Середній дохід на одне домашнє господарство  становив 54 360 доларів США (медіана — 42 143), а середній дохід на одну сім'ю — 57 818 доларів (медіана — 43 261). За межею бідності перебувало 9,8 % осіб, у тому числі 32,5 % дітей у віці до 18 років та 0,0 % осіб у віці 65 років та старших.
Цивільне працевлаштоване населення становило 174 особи. Основні галузі зайнятості: освіта, охорона здоров'я та соціальна допомога — 29,3 %, роздрібна торгівля — 12,1 %, науковці, спеціалісти, менеджери — 12,1 %.